# József Vándor
József Vándor SDB (* 29. Oktober 1909 in Dorog, Königreich Ungarn; † 8. Oktober 1979 in Santa Clara, Kuba) – auch José Vándor genannt, geboren als József Wech – war ein ungarischer Ordenspriester und Missionar in Kuba.

## Leben
Der Sohn von Sebestyén Wech und Mária Puchner ging bei Franziskanern zur Schule. 1927/28 ging er zu den Salesianer Don Boscos. Am 13. August 1932 legte er die ewige Profess als Salesianer ab und studierte in Turin Philosophie und Theologie. Er änderte im Mai 1936 den Nachnamen in Vándor (ung. ‚Wanderer‘). Am 5. Juli 1936 wurde er in der Maria-Hilf-Basilika zum Priester geweiht.
Noch im selben Jahr ging er als Missionar nach Kuba. Zunächst war er bis 1940 in Guanabacoa Schulleiter und Kaplan, dann wurde er Rektor der Landwirtschaftsschule in Moca in der Dominikanischen Republik. Aufgrund seines Charismas wurde er zum Novizenmeister ernannt.
1946 wechselte er als Verwalter an das College of Arts and Trades in Camagüey. Von 1954 bis zu seinem Tod lebte er in Santa Clara. Er sollte den Bau der dortigen Schule für Kunst und Gewerbe überwachen und wurde nach deren Eröffnung auch erster Rektor. Er blieb dies bis 1961, als in Kuba alle Schulen verstaatlicht wurden.
Anschließend wurde er zunächst zum Rektor, dann – nach der Erhebung zur Pfarrei – zum Pfarrer der Pfarrei Unserer Lieben Frau vom Berg Karmel ernannt.

## Seligsprechungsprozess
Der Seligsprechungsprozess wurde am 8. Oktober 2003 begonnen, das diözesane Verfahren dazu wurde 2008 feierlich abgeschlossen. Papst Franziskus erkannte ihm am 21. Januar 2017 den heroischen Tugendgrad als Vorstufe der Seligsprechung zu.